# Nazwiska żydowskie
Nazwiska żydowskie – nazwiska noszone przez Żydów poza Izraelem (ale z reguły te same nazwiska są używane przez osoby niebędące Żydami):
- pewne nazwiska są z dużym prawdopodobieństwem żydowskie, np. Cohen i Levy (obydwa w wielu wariantach);
- istnieje grupa nazwisk patronimicznych pochodzących od imion żydowskich, których forma zależy od kraju powstania, np. Abramowicz (pochodząca od Abrahama) w krajach słowiańskich, Mendelssohn (od Mendla) w niemieckojęzycznych;
- istnieją nazwiska pochodzące od nazw geograficznych, np. Berliner;
- wiele nazwisk pochodzi od imion 12 synów Jakuba przetłumaczonych na wiele języków, np. Juda to Lyon we Francji, Loewe w Niemczech;
- nazwiska związane z zawodem, np. Goldschmidt (złotnik);
- nazwiska wymyślone w Austrii w XVII w. przez połączenie dwóch niemieckich słów – Weinberg, Goldblum.